# Alexander Coppel

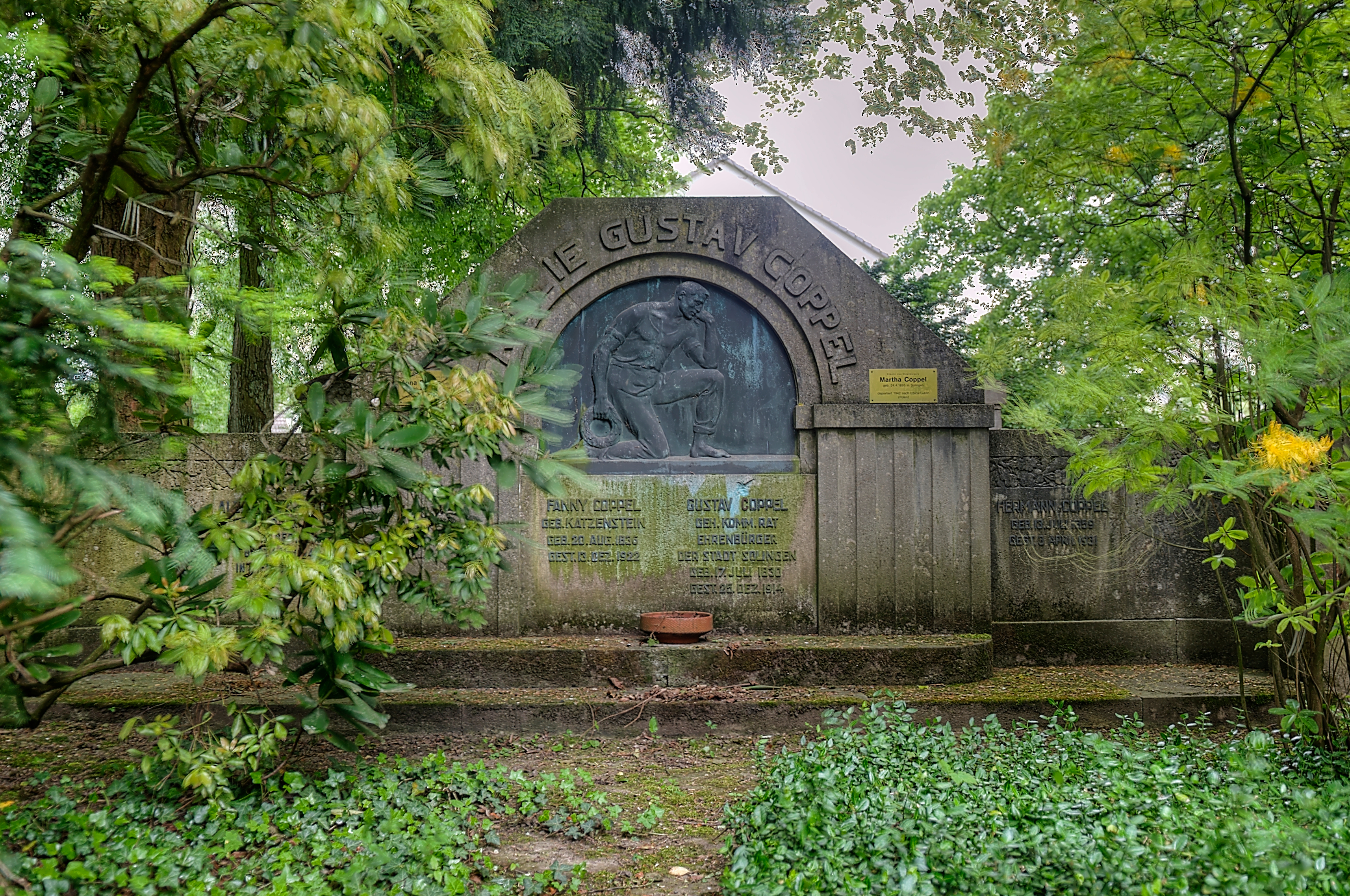
Grabmal der Familie Gustav Coppel, Alexanders Grab auf der linken Seite blieb leer

Alexander Otto Coppel (* 18. September 1865 in Solingen; † 4. August 1942 im Ghetto Theresienstadt) war ein deutscher Unternehmer.

## Jugend und Ausbildung
Alexander Coppel war das jüngste von fünf Kindern des Unternehmers Gustav Coppel und dessen Frau Fanny. 
Bis zur Obertertia besuchte er die Höhere Bürgerschule in Solingen (heute Gymnasium Schwertstraße) und wechselte im Jahr 1880 auf ein Gymnasium in Wuppertal. Ab 1882 besuchte er das Hohenzollerngymnasium in Düsseldorf und legte dort am 15. März 1886 sein Abitur ab. 
Nach der Schule studierte er Rechtswissenschaften und schloss das Studium vermutlich 1890 mit dem juristischen Staatsexamen ab. 1891 ging er zunächst nach Aachen und legte im Sommersemester 1896 an der Friedrich-Alexander-Universität Erlangen-Nürnberg seine Dissertation über das Thema 'Pfandrecht und Retentionsrecht des Frachtführers' vor. Anschließend trat er in das Familienunternehmen Alexander Coppel Solingen ein, das Stahlwaren, Blankwaffen und in dem Hildener Zweigwerk Röhrenwerk Coppel Stahlrohre produzierte.

## Kommunalpolitik
Nach dem Tod seines Vaters, der als Politiker und  zuletzt in der Verwaltungsspitze der Stadt Solingen tätig gewesen war, wurde Alexander Coppel im November 1914 (von den Wählern der I. Klasse oder Abteilung) zum Stadtverordneten von Solingen gewählt und in der ersten Sitzung des Jahres 1915 durch den damaligen Oberbürgermeister August Dicke eingeführt. Er arbeitete in der Schuldentilgungs-, der Gas- und Wasserwerks- sowie der Einkommensteuer-Einschätzungskommission mit und wurde zur Mitarbeit im Kuratorium der Gambrinus-Stiftung des Wirtevereins verpflichtet. Unmittelbar nach Kriegsende gehörte er auch dem „Ausschuss zur Erledigung der Kriegsschäden-Angelegenheiten“ an. 
Am 2. November 1919 fanden die ersten Stadtratswahlen nach dem neuen Verhältniswahlrecht statt. Alexander Coppel, der mittlerweile dem monarchistisch geprägten Nationalliberalismus den Rücken gekehrt und sich der Deutschen Demokratischen Partei (DDP) angeschlossen hatte, zog mit Listenplatz 3 der DDP in das Stadtparlament ein. Auch mit seiner Stimme wurde August Dicke für eine dritte Amtsperiode als Bürgermeister wieder gewählt. 
In den folgenden Jahren warnte Coppel immer wieder vor einer Erhöhung der Gewerbesteuer, aber sein Bürgerblock unterlag in den entsprechenden Abstimmungen. Erst 1922 setzte sich ein Kompromissantrag von Coppel und Oberbürgermeister Dicke durch, und es wurde die Bildung eines zwölfköpfigen Gewerbesteuerausschusses beschlossen, dem Coppel angehörte, selbst nachdem dieser auf sechs Mitglieder reduziert wurde. 
Bei der nächsten Wahl am 5. Mai 1924 trat Coppel für den „Bürgerblock“, einem Zusammenschluss von DDP, Zentrum, DNVP und DVP, auf dem Listenplatz drei an, direkt hinter den Spitzenkandidaten von DNVP und DVP. Der „Bürgerblock“ gewann mit 21 von 41 Mandaten die absolute Mehrheit und konnte sich so in den Folgejahren immer wieder gegen die „Linksparteien“ durchsetzen insbesondere in der Frage der Luxussteuer. Allerdings wurde Coppel 1926 in der Frage der Kapitalsteuer u. a. von August Dicke überstimmt. Das „Bündnis der Bürgerlichen“ zerbrach 1927 und August Dicke schied im gleichen Jahr aus dem Amt. 1929 wurde Solingen mit den Städten Ohligs, Wald, Gräfrath und Höhscheid zur Großstadt Solingen vereinigt. Dem nächsten dann Groß-Solinger Stadtparlament gehörte Alexander Coppel nicht mehr an.

## Gesellschaftliches Engagement
Wie seine Eltern engagierte sich Coppel in gesellschaftlichen und sozialen Belangen der Stadt Solingen, so als Kurator des Coppelstifts, einer Stiftung mit Säuglingsheim und Erholungsstätte für Erwachsene, die 1912 von seiner Familie ins Leben gerufen worden war. Anlässlich des 100. Jahrestags der Unternehmensgründung stiftet die Firma  Alexander Coppel 1921 zwei Millionen Mark für soziale Zwecke. Von 1914 bis 1929 war Alexander Coppel Stadtverordneter der Deutschen Demokratischen Partei (DDP), gehörte bis 1933 dem Aufsichtsrat des Spar- und Bauvereins an und war von 1915 bis 1942 Vorstandsmitglied der Synagogengemeinde.

## ‚Arisierung‘ des Solinger Stammwerks und letzte Lebensjahre
Nach der Machtübergabe an die Nationalsozialisten 1933 wurde die jüdische Familie Coppel von den Nationalsozialisten drangsaliert und verfolgt. Alexander Coppels Schwägerin Sophie (1875–1951)  emigrierte 1934 zusammen mit ihrem Sohn Heinz (1898–1947) und dessen Familie in die Schweiz. 1936 wurde das Unternehmen „arisiert“: Am 1. März wurde das Hildener Werk mit der Kronprinz AG fusioniert, im April die Solinger Niederlassung durch „arische“ Gesellschafter übernommen. Alexanders ältester Bruder Carl Gustav (* 1857), der seit 1920 in Düsseldorf lebte, nahm sich am 25. September 1941 das Leben; dessen Tochter Anna wurde im April 1942 in das KZ Ravensbrück deportiert und starb 1942 in der Tötungsanstalt Bernburg. Ihre Schwester Martha wurde in die jüdischen Heil- und Pflegeanstalt Sayn-Bendorf eingeliefert, am 15. Juni 1942 dann in das Vernichtungslager Sobibor deportiert, über das weitere Schicksal ist nichts bekannt.
Alexander Coppel musste ab November 1938 den neuen Vornamen „Gideon“ tragen, im Solinger Geburtsregister 377/1865 und dem Eintrag vom 21. November 1938: Die hierneben beurkundete Person führt gemäß Verfügung des Polizei-Präsidenten in Wuppertal, Polizeiamt Solingen, vom 19. November 1938 anstelle der bisherigen den Vornamen ‚Gideon‘. Ab 1941 war er „Beauftragter“ der Synagogengemeinde, die ihre Weisungen von der unter Aufsicht der Gestapo stehenden Bezirksstelle der „Reichsvereinigung der Juden in Deutschland“ in Köln erhielt. Am 21. Juli 1942 wurde er zusammen mit anderen Solinger Juden von Düsseldorf in das Ghetto Theresienstadt deportiert, wo er drei Wochen später im Alter von 76 Jahren starb.
Alexander Coppel blieb unverheiratet.

## Gedenken

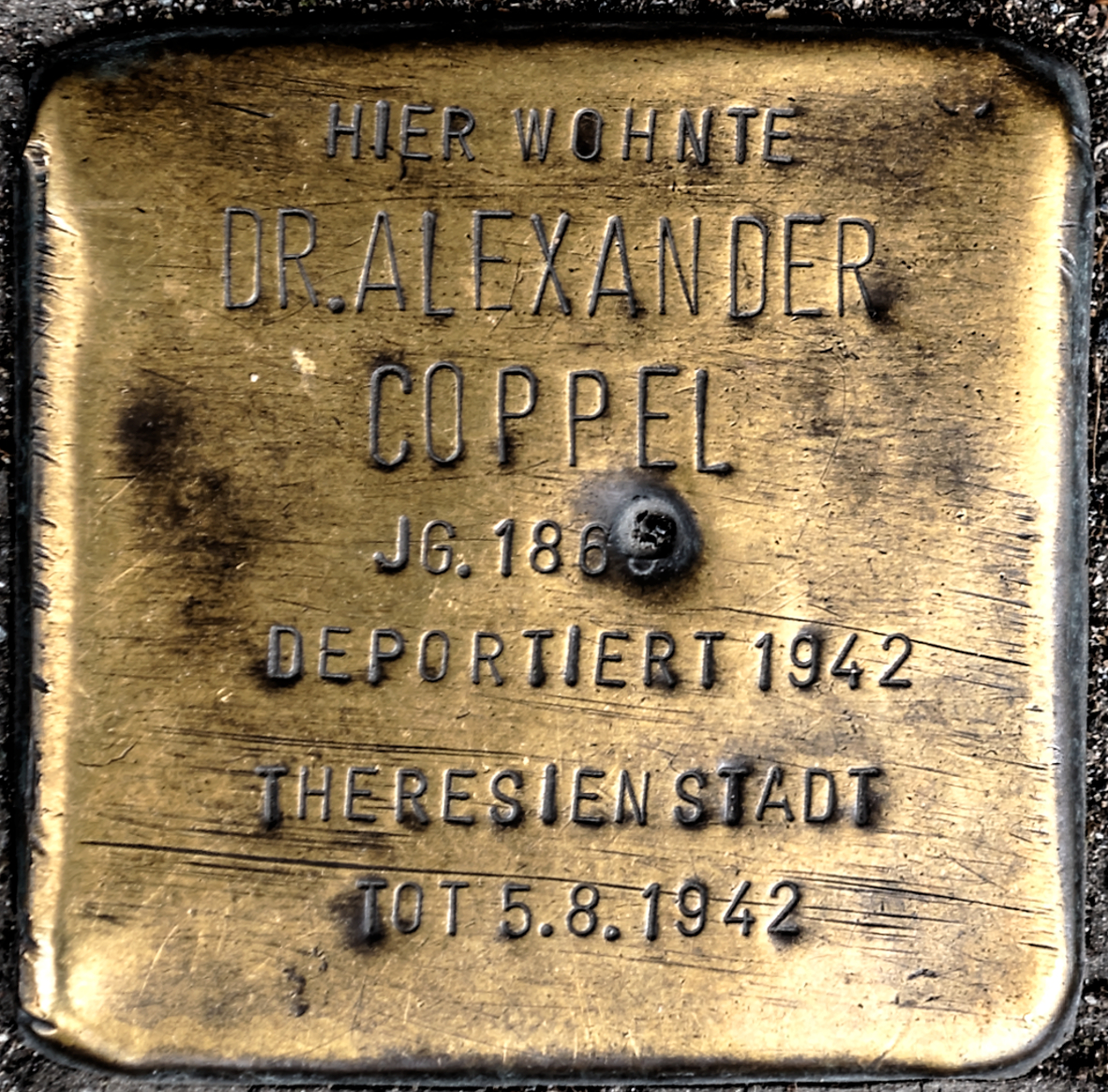
Stolperstein in Solingen, Werwolf 3

In Solingen wurde eine Straße nach Alexander Coppel benannt und 2005 vor seinem ehemaligen Haus Werwolf 3 am Entenpfuhl ein Stolperstein verlegt wie auch für seine Nichten Anna und Martha an der Kurfürstenstraße 8. Lange Zeit wurde im Archiv der Stadt Solingen das Todesdatum mit dem 5. August 1942 angegeben, das führte zu einem falschen Datum auf dem Stolperstein. Die Todesfallanzeige aus dem Ghetto Theresienstadt ergibt aber den 4. August 1942 mit der Diagnose Gehirnschlag.
Seit dem Schuljahr 2015/2016 trägt die Städtische Gesamtschule Solingen den Namen Alexander-Coppel-Gesamtschule.